# Tikkun (Magazin)
Tikkun ist eine zweimonatlich erscheinende Zeitschrift, die in den USA publiziert wird. Sie analysiert amerikanische und israelische Kultur, Politik, Religion und Geschichte aus einer linken progressiven jüdischen Weltanschauung und liefert Kommentare zu israelischer Politik und jüdischem Leben in Nordamerika. Das Magazin wurde 1986 von Nan Fink und Rabbiner Michael Lerner, der bis heute Chefredakteur ist, gegründet.